# Decio Carafa
Decio Carafa (* 1556 in Neapel; † 23. Januar 1626 ebenda) war ein italienischer Kardinal aus dem Hause Carafa. Von 1613 bis zu seinem Tod war er Erzbischof von Neapel.

## Leben

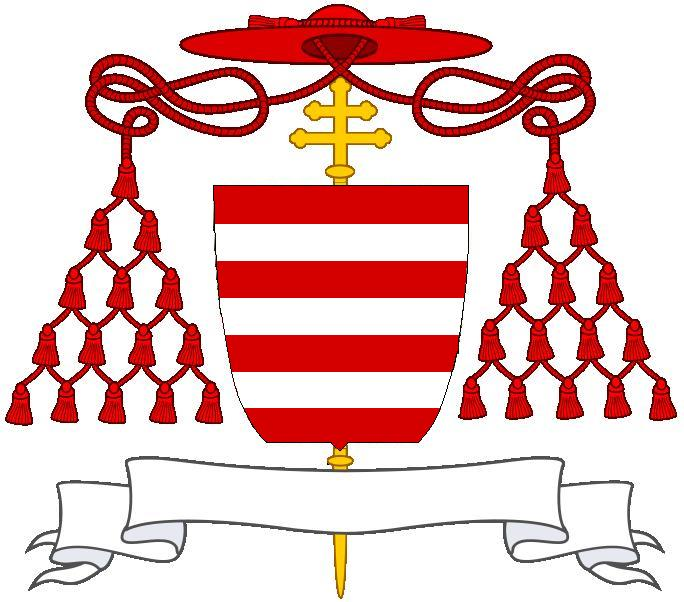
Wappen der Kardinäle des Hauses Carafa

Decio Carafa stammte aus einem bekannten neapolitanischen Adelsgeschlecht und war Nachfahre von Papst Paul IV. Sein Onkel Mario, Erzbischof von Neapel, unterrichtete den jungen Decio. Nach dem Tod des Onkels 1576 ging er nach Rom und wurde Referent der Apostolischen Signatur und bekam den Titel eines Päpstlichen Hausprälaten. 1598 wurde Carafa Generalkollektor in Portugal, was er bis 1604 blieb. Zusammen mit dem Apostolischen Nuntius in Spanien konnte er zahlreiche Konflikte zugunsten des Heiligen Stuhls lösen. Wann und ob er die geistlichen Weihen erhielt, ist unklar. Anfang 1605 galt er als Anwärter für den Erzstuhl von Neapel und die Kardinalswürde, doch Papst Clemens VIII. starb, bevor er darüber entscheiden konnte.
Papst Paul V. ernannte ihn 1606 zum Titularerzbischof von Damascus und zum Apostolischen Nuntius in Flandern. Carafas besondere Aufgabe bestand darin, den Klerus zu einer strengen Einhaltung der kirchlichen Disziplin zu bewegen und allgemein das kirchliche Leben zu erneuern. 1607 wurde er Nuntius in Spanien, was er bis 1611 blieb. Dabei geriet er 1610 in den Streit um das Erbe der Herzogtümer Jülich und Cleve. Auch in Spanien versuchte er die Einhaltung kirchlicher Disziplin, wie sie auf dem Konzil von Trient beschlossen wurde, durchzusetzen. Seine unnachgiebige Haltung machte ihn allerdings bald unbeliebt.
Am 17. August 1611 nahm Paul V. Carafa ins Kardinalskollegium auf und im Mai 1612 wurde als Kardinalpriester von San Lorenzo in Panisperna installiert. Bereits im Juni 1612 optierte er aber auf die Titelkirche Santi Giovanni e Paolo. Im Januar 1613 wurde Kardinal Carafa neuer Erzbischof von Neapel. Er hielt 1619, 1622 und 1623 drei Diözesansynoden ab und veröffentlichte zahlreiche Reformverordnungen. Außerdem arbeitete er intensiv auf die Gründung neuer Pfarreien und Klöster hin. Er nahm 1621 und 1623 am Konklave zur Wahl eines Papstes teil. Kardinal Carafa galt als papabile, hegte aber selbst wegen Alter und Krankheit keine großen Ambitionen auf das Papstamt. Zudem stellten sich die spanischen Kardinäle geschlossen gegen eine Kandidatur Carafas. Drei Jahre später starb er nach langer Krankheit 70-jährig in Neapel und wurde in der dortigen Kathedrale beigesetzt.